# Гаміота
Гаміота (англ. Hamiota) — муніципалітет в Канаді, у провінції Манітоба.

## Населення
За даними перепису 2016 року, муніципалітет нараховував 1225 осіб, показавши скорочення на 4,9%, порівняно з 2011-м роком. Середня густина населення становила 2,1 осіб/км².
З офіційних мов обидвома одночасно володіли 30 жителів, тільки англійською — 1 160. Усього 65 осіб вважали рідною мовою не одну з офіційних, з них 5 — українську.
Працездатне населення становило 65,1% усього населення, рівень безробіття — 5% (6,2% серед чоловіків та 3,5% серед жінок). 82,6% осіб були найманими працівниками, а 17,4% — самозайнятими.
Середній дохід на особу становив $39 650 (медіана $34 816), при цьому для чоловіків — $43 158, а для жінок $36 312 (медіани — $40 256 та $30 336 відповідно).
30,6% мешканців мали закінчену шкільну освіту, не мали закінченої шкільної освіти — 16,7%, 52,7% мали післяшкільну освіту, з яких 18,4% мали диплом бакалавра, або вищий.
| Статево-вікова структура населення | Статево-вікова структура населення | Статево-вікова структура населення | Статево-вікова структура населення | Статево-вікова структура населення |
| ---------------------------------- | ---------------------------------- | ---------------------------------- | ---------------------------------- | ---------------------------------- |
|                                    |                                    |                                    |                                    |                                    |
| Всього                             | Всього                             | 47,3%52,7%                         |                                    |                                    |
| 0 — 14 років                       | 0 — 14 років                       |                                    | 18,7%                              | 18,7%                              |
| 15 — 64 років                      | 15 — 64 років                      |                                    | 55,7%                              | 55,7%                              |
| 65 і більше                        | 65 і більше                        |                                    | 25,6%                              | 25,6%                              |
| 85 і більше                        | 85 і більше                        |                                    | 6,5%                               | 6,5%                               |
| Середній вік (років)               | Середній вік (років)               | 45,145,8                           | 45,5                               | 45,5                               |
| Медіана (років)                    | Медіана (років)                    | 48,348,2                           | 48,2                               | 48,2                               |
| — чоловіки — жінки                 |                                    |                                    |                                    |                                    |

| Походження мешканців:     | Походження мешканців:     | Походження мешканців: | Походження мешканців: | Походження мешканців: |
| ------------------------- | ------------------------- | --------------------- | --------------------- | --------------------- |
| Походження                |                           |                       | осіб                  | %                     |
| Корінні американці        | Корінні американці        |                       | 50                    | 4.31%                 |
| Інше північноамериканське | Інше північноамериканське |                       | 240                   | 20.69%                |
| Європейське               | Європейське               |                       | 985                   | 84.91%                |
| британське                | британське                |                       | 900                   | 77.59%                |
| французьке                | французьке                |                       | 60                    | 5.17%                 |
| українське                | українське                |                       | 80                    | 6.9%                  |
| Латинськоамериканське     | Латинськоамериканське     |                       | 20                    | 1.72%                 |
| Азійське                  | Азійське                  |                       | 50                    | 4.31%                 |

| Зайнятість населення за галузями (за класифікацією NOC): | Зайнятість населення за галузями (за класифікацією NOC): | Зайнятість населення за галузями (за класифікацією NOC): | Зайнятість населення за галузями (за класифікацією NOC): | Зайнятість населення за галузями (за класифікацією NOC): |
| -------------------------------------------------------- | -------------------------------------------------------- | -------------------------------------------------------- | -------------------------------------------------------- | -------------------------------------------------------- |
|                                                          |                                                          |                                                          |                                                          |                                                          |
| Управління                                               | Управління                                               |                                                          | 14,9%                                                    | 14,9%                                                    |
| Бізнес, фінанси та адміністрування                       | Бізнес, фінанси та адміністрування                       |                                                          | 7,4%                                                     | 7,4%                                                     |
| Природничі та прикладні науки                            | Природничі та прикладні науки                            |                                                          | 3,3%                                                     | 3,3%                                                     |
| Охорона здоров'я                                         | Охорона здоров'я                                         |                                                          | 14%                                                      | 14%                                                      |
| Освіта, правозахист, муніципальні та урядові служби      | Освіта, правозахист, муніципальні та урядові служби      |                                                          | 11,6%                                                    | 11,6%                                                    |
| Мистецтво, культура, відпочинок та спорт                 | Мистецтво, культура, відпочинок та спорт                 |                                                          | 2,5%                                                     | 2,5%                                                     |
| Роздрібна торгівля та послуги                            | Роздрібна торгівля та послуги                            |                                                          | 17,4%                                                    | 17,4%                                                    |
| Гуртова торгівля, транспорт та обладнання                | Гуртова торгівля, транспорт та обладнання                |                                                          | 18,2%                                                    | 18,2%                                                    |
| Природні ресурси, сільське господарство                  | Природні ресурси, сільське господарство                  |                                                          | 9,1%                                                     | 9,1%                                                     |
| Виробництво                                              | Виробництво                                              |                                                          | 2,5%                                                     | 2,5%                                                     |

## Клімат
Середня річна температура становить 1,7°C, середня максимальна – 22,9°C, а середня мінімальна – -24,8°C. Середня річна кількість опадів – 490 мм.
| Клімат поселення                              | Клімат поселення | Клімат поселення | Клімат поселення | Клімат поселення | Клімат поселення | Клімат поселення | Клімат поселення | Клімат поселення | Клімат поселення | Клімат поселення | Клімат поселення | Клімат поселення | Клімат поселення |
| Показник                                      | Січ.             | Лют.             | Бер.             | Квіт.            | Трав.            | Черв.            | Лип.             | Серп.            | Вер.             | Жовт.            | Лист.            | Груд.            |                  |
| Середній максимум, °C                         | −11,79           | −7,72            | −1,1             | 8,90             | 17,23            | 22,54            | 22,85            | 22,12            | 16,50            | 9,44             | −0,78            | −9,9             |                  |
| Середня температура, °C                       | −18,29           | −14,23           | −7,59            | 2,40             | 10,72            | 16,00            | 18,08            | 17,35            | 11,71            | 4,67             | −5,54            | −14,69           |                  |
| Середній мінімум, °C                          | −24,81           | −20,76           | −14,11           | −4,11            | 4,21             | 9,51             | 13,32            | 12,57            | 6,94             | −0,09            | −10,3            | −19,44           |                  |
| Норма опадів, мм                              | 25               | 16               | 27               | 25               | 61               | 87               | 69               | 61               | 45               | 29               | 20               | 25               |                  |
| Середньомісячна швидкість вітру, м/с          | 4.00             | 4.00             | 4.15             | 4.40             | 4.57             | 4.00             | 3.50             | 3.60             | 4.00             | 4.20             | 4.10             | 4.00             |                  |
| Середньомісячна сонячна радіація, кДж/м²·день | 4055             | 7480             | 12714            | 16990            | 20305            | 21409            | 22210            | 18746            | 13025            | 7873             | 4179             | 3141             |                  |
| --------------------------------------------- | ---------------- | ---------------- | ---------------- | ---------------- | ---------------- | ---------------- | ---------------- | ---------------- | ---------------- | ---------------- | ---------------- | ---------------- | ---------------- |
| Джерело:                                      |                  |                  |                  |                  |                  |                  |                  |                  |                  |                  |                  |                  |                  |